# 뉴스데이

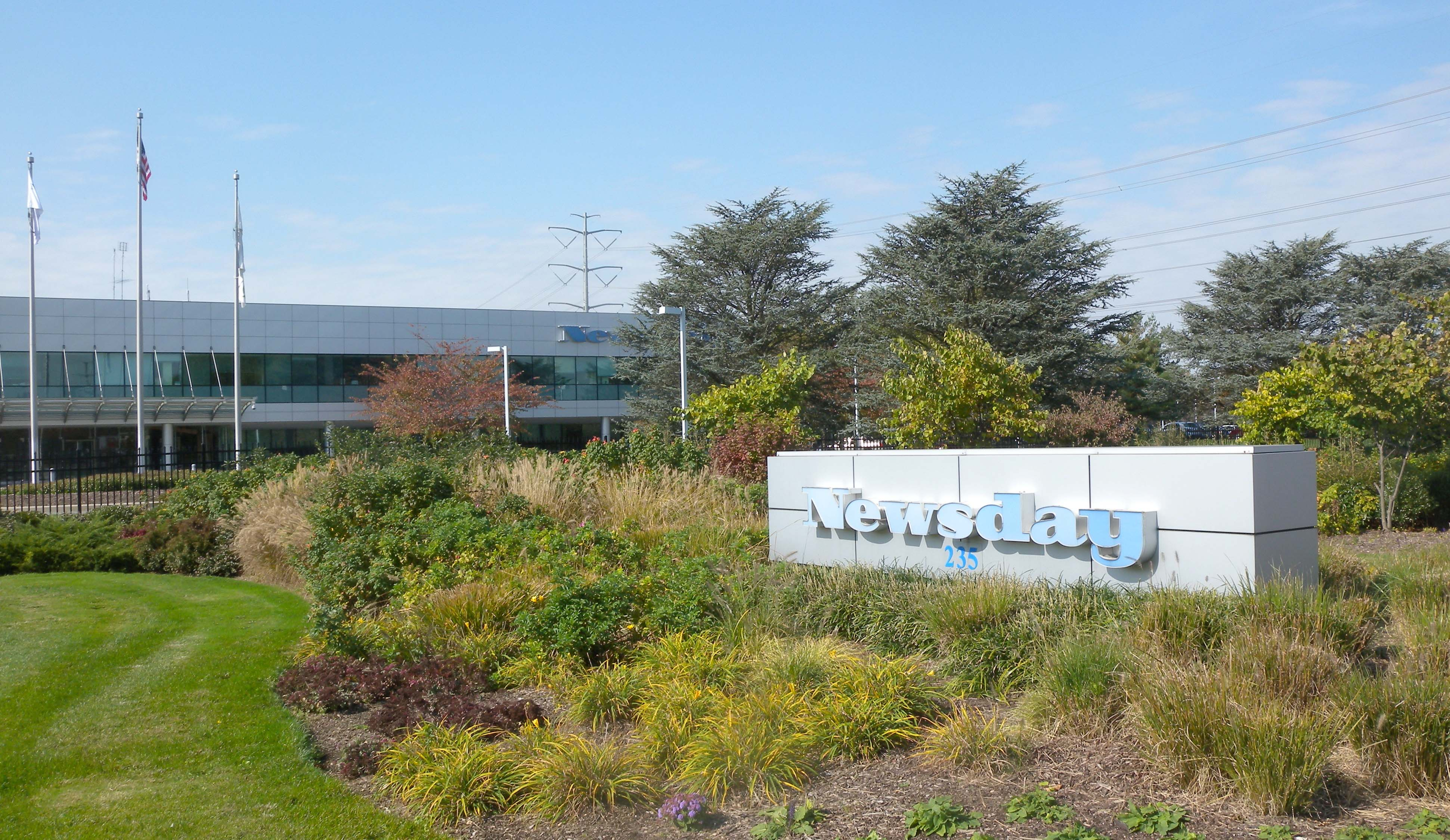
뉴스데이의 본사

뉴스데이(Newsday)는 미국의 뉴욕주에서 발간되는 일간지이다.
1940년 처음 발간되었는데, 당시에는 헴프스테드에서 발간되었다. 베트남 전쟁 때 발간 중지 되었으나, 1968년에 다시 발간 재개했다. 1977년에는 퀸즈 지역의 스페셜판이 발간되었고, 2000년 6월에는 뉴욕시티 스페셜판이 발간되었다.